# California State Route 1
De California State Route 1, afgekort CA 1 of SR 1 en meestal Highway 1 genoemd, is een state highway van de Amerikaanse deelstaat Californië. De weg loopt langs een groot deel van de Stille Oceaankust van de staat. Highway 1 kreeg de titel All-American Highway omdat ze langs enkele van de mooiste kustlijnen van de wereld loopt.
State Route 1 loopt niet langs de gehele lengte van de oceaankust van Californië. Ze start in het zuiden aan de Interstate 5 nabij Dana Point in Orange County en eindigt in het noorden aan de U.S. Route 101 in het plaatsje Leggett in Mendocino County. Af en toe valt de State Route 1 samen met U.S. Route 101, onder andere over de Golden Gate Bridge. Op verschillende plaatsen is de State Route een toeristisch alternatief voor de grotere wegen. In de Greater Los Angeles Area en de San Francisco Bay Area, twee grote agglomeraties, is Highway 1 een belangrijke verkeersas.
Verschillende delen van de State Route 1 hebben een eigen naam, zoals Pacific Coast Highway, de Cabrillo Highway, de Shoreline Highway of de Coast Highway.